# Patrícia Sochor
Patrícia da Silva Sochor, conhecida apenas como Patrícia Sochor (Iguatemi, 29 de abril de 1994) é uma futebolista brasileira que atua como ponta-esquerda e meia-esquerda. Atualmente, atua na Associação Ferroviária de Esportes.

## Infância e juventude
Natural de Iguatemi, Mato Grosso do Sul, Patrícia foi criada em Campo Grande, capital do estado. É filha de Jaderson Sochor e irmã de Dayane Sochor, que atua como auxiliar técnica do Serc/UCDB, clube de futsal da Universidade Católica Dom Bosco, de Campo Grande.
Aos 8 anos de idade, iniciou sua carreira no futsal, na Escola Estadual Dolor Ferreira de Andrade. Aos 15 anos, no Colégio ABC, a atleta começou a participar de competições estaduais do Mato Grosso do Sul.

## Carreira

### Início de carreira
Na adolescência, Patrícia atuou pelo Palmeiras, de São Paulo, mas foi apenas pelo Joinville, de Santa Catarina, que sua carreira no futebol de campo se iniciou.
Em 2012, atuando pelo SE Kindermann, Patrícia passou a disputar campeonatos nacionais e foi artilheira do Campeonato Catarinense de Futebol Feminino de 2012.
Entre 2014 e 2015, Patrícia passou por diversos clubes sem completar uma temporada, como o Comercial do Mato Grosso do Sul, Foz Cataratas, Vasco da Gama, uma segunda passagem pelo SE Kindermann, Osasco Audax e Centro Olímpico.

### Seleção nacional sub-20
Em 2010, com apenas 16 anos de idade, Patrícia foi convocada para a Seleção Brasileira de Futebol Feminino Sub-20, para participar do treinamento para a Copa do Mundo Sub-20 de 2010, na Alemanha. Nesse período, a atleta ainda atuava como zagueira.
Em 2013, Patrícia foi novamente convocada para o sub-20 da seleção nacional, agora para participar das preparações para o Campeonato Sul-Americano Sub-20 de 2014, no Uruguai. A atleta foi campeã com a camisa da seleção e vice-artilheira do campeonato. Em 2014, também participou da Copa do Mundo Sub-20 de 2014, no Canadá, em que o Brasil foi eliminado com apenas 1 ponto na fase de grupos.

### Ferroviária (primeira passagem)
Em 2016, Patrícia passou pela primeira vez pela Ferroviária, disputando o Campeonato Brasileiro desse mesmo ano.

### Huelva
Ainda em 2016, a carreira internacional de Patrícia se iniciou no Sporting Club de Huelva, da Espanha. No entanto, a atleta não chegou a finalizar sua temporada, já que em janeiro de 2017, ela encerraria sua participação na liga. 

### Santos
Em janeiro de 2017, foi anunciado que Patrícia iria compor o elenco do Santos. Em sua passagem, Patrícia foi campeã do Campeonato Brasileiro de 2017 e do Campeonato Paulista de 2018.

Em 2019, quando ainda atuava pelo clube, Patrícia foi a público reclamar das condições ruins que o futebol feminino enfrenta no país, após o elenco do time ser flagrado dormindo na recepção de um hotel. A atleta desabafou em suas redes sociais, alertando sobre os problemas desde os campos até os alojamentos. Segundo Patrícia, a cobrança é constante porém não existem condições para que o futebol feminino avance: 
Lembrando que, recentemente na Copa América, o Messi disse: ‘a bola pula muito, parece um coelho’, ele tem razão. Mas Messi, se você jogasse nos campos precários que jogamos aqui no Brasil, diria que não é um coelho, mas sim um canguru. 

### Ferroviária (segunda passagem)
Em 2020, iniciou sua segunda passagem pelo clube. Patrícia participou do segundo título da Libertadores da Ferroviária, marcando um gol na decisão contra o América de Cali, da Colômbia.

### Palmeiras
Em 2022, Patrícia foi apresentada como o novo reforço do Palmeiras, e participou da temporada em que o Palmeiras foi campeão do Campeonato Paulista e da Libertadores, disputando 36 jogos e marcando 11 gols, sendo um deles o gol que deu a vitória do clube no primeiro jogo da final do Campeonato Paulista.
Patrícia venceu o prêmio de gol mais bonito do Campeonato Brasileiro no prêmio Bola de Prata, da ESPN. O gol eleito foi marcado numa partida contra a Ferroviária, seu antigo clube.
Seu contrato com o clube se encerrou no final de 2022, depois de apenas uma temporada.

### Ferroviária (terceira passagem)
Em dezembro de 2022, a Ferroviária anunciou que Patrícia Sohor estaria novamente retornando ao elenco do clube para a temporada de 2023, usando a camisa 10. Seu contrato com o clube foi assinado até o fim da temporada de 2024.
Em 2023, o clube participou do Campeonato Brasileiro e do Campeonato Paulista, chegando à final do campeonato, onde o clube foi eliminado pela equipe do Corinthians, que se consagrou campeão numa partida vencida por 2 a 1 na Neo Química Arena.
No Campeonato Paulista de 2023, o clube de Patrícia garantiu a quinta posição da Série A1 após um empate de 2 a 2 contra o Palmeiras, sendo eliminado da semi-final do campeonato e participando da Copa Paulista de 2023.

## Títulos

### Seleção nacional sub-20
- Campeonato Sul-Americano de Futebol Feminino Sub-20: 2014

### Santos
- Campeonato Brasileiro de Futebol Feminino: 2017
- Campeonato Paulista de Futebol Feminino: 2018

### Ferroviária
- Copa Libertadores da América de Futebol Feminino: 2020

### Palmeiras
- Copa Libertadores da América de Futebol Feminino: 2022
- Campeonato Paulista de Futebol Feminino: 2022